# Tamberu Laok
Tamberu Laok is een bestuurslaag in het regentschap Sampang van de provincie Oost-Java, Indonesië. Tamberu Laok telt 4782 inwoners (volkstelling 2010).